# گلدن ولی (مینه‌سوتا)
گولدن ولی، مینه‌سوتا (به انگلیسی: Golden Valley, Minnesota) یک شهر در ایالات متحده آمریکا است که در مینه‌سوتا واقع شده‌است.

## خصوصیات
گولدن ولی ۲۷٫۳۲ کیلومترمربع مساحت و ۲۰٬۳۷۱ نفر جمعیت دارد و ۲۶۱ متر بالاتر از سطح دریا واقع شده‌است.